# Роберт Шеклі
Ро́берт Ше́клі (англ. Robert Sheckley; 16 липня 1928, Нью-Йорк — 9 грудня 2005, Пукіпсі) — американський письменник і класик світової фантастики, загальновизнаний майстер гумористичної та сатиричної фантастики.

## Життєпис

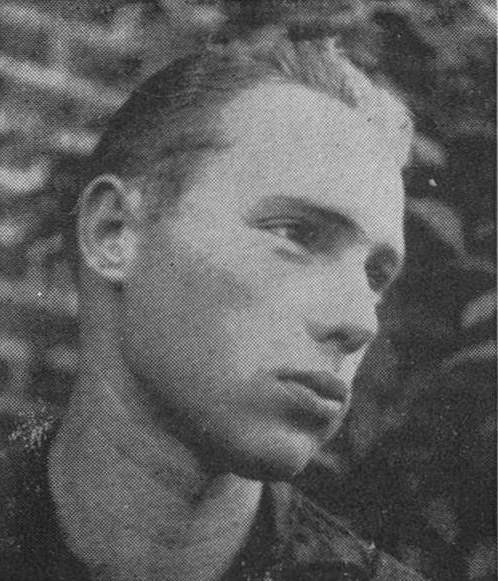
Близько 1954 р.

Народився 16 липня 1928 року в нью-йоркському Брукліні. Його батько Девід був страховим брокером, походив з роду польських єврейських імігрантів. Мати Рейчел працювала вчителькою. В Роберта була сестра Джоан, з якою він часто бував на фермі в дядька. Коли Роберту виповнилося приблизно чотири роки, батьки переїхали з Нью-Йорка до Нью-Джерсі, спочатку до Вест-Оранджу, потім до Мейплвуда. З дитинства багато читав і ще бувши школярем пробував написати роман.
В юності Шеклі мав різні підробітки: працював ландшафтним садівником, продавцем кренделів, барменом, молочником і в студії ручного розпису краваток. Щойно йому виповнилося 18, Роберт пішов добровольцем до війська. 1946—1948 служив в армії США під час Корейської війни, де друкував документи та редагував полкову газету.
Після армії повернувся до Нью-Йорка, де вступив до Нью-Йоркського університету, 1951 здобув ступінь бакалавра мистецтв. Бувши студентом, познайомився з Барбарою Скадрон, його першою дружиною. Він винайняв квартиру в Риджфілд Парку, а працював металургом та робітником на авіазаводі, не покидаючи мрії писати оповідання. Свої перші твори написав під час двотижневого страйку робітників. У наступні роки продавав свої оповідання всім науково-фантастичним журналам, таким чином було опубліковано кілька сотень його творів, переважно — в журналі «Galaxy».
В 1960-і журнали стали втрачати популярність через поширення телебачення. Роберт Шеклі взявся видавати романи, розлучився з Барбарою та одружився з Зівою Квітні, придбав вітрильник. З середини 1960-х років часто подорожував, жив у Мексиці, на Ібіці, в Лондоні та Парижі. Під час проживання на Ібіці став вживати наркотики: марихуану, ЛСД, псилоцибінові гриби, гашиш. Впав у залежність від барбітуратів, які приймав як снодійне. Здоров'я Шеклі дедалі погіршувалося, він пережив два інфаркти і лікар порадив повернутися до США, де письменник міг отримати лікування. Перед поверненням у Нью-Йорк здійснив подорож по Азії та до Франції. 1980 року повернувся до США, де кілька років працював редактором художньої літератури в журналі «Omni». Наприкінці життя страждав на емфізему легень.
У квітні 2005 письменник відвідав Україну, був запрошений на фестиваль «Портал-2005». Проте в Києві фантастові стало зле. Анонімний шанувальник оплатив його лікування. Коли Робертові Шеклі покращало, його доправили на батьківщину. Після повернення до США, йому стало гірше і 9 грудня 2005 в приватній лікарні в Поукіпсі (штат Нью-Йорк) він помер від аневризми в мозку.

## Творчість

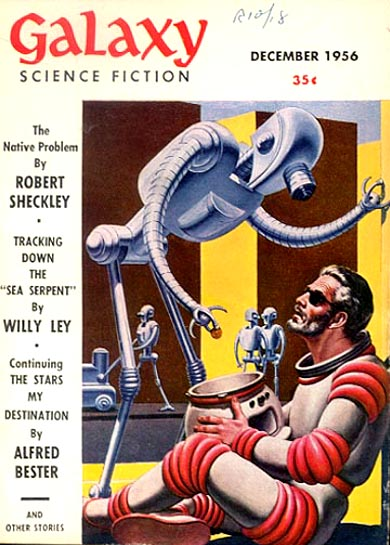
Обкладинка «Galaxy», грудень 1956 р. Перше оповідання в номері — «Проблема туземців» Роберта Шеклі

Роберт Шеклі відомий як майстер гумористичної наукової фантастики, зокрема оповідань. Утім, за життя він видав і декілька успішних романів. Провідна тема творчості Шеклі — самообмани, якими супроводжуються уявлення про розвиток науки й техніки. Часто в його творах розвиток технологій посилює проблеми суспільства, які повинен був би вирішувати; гадані прекрасні й утопічні місця при ближчому розгляді виявляються жахливими. Герої Шеклі — це типово звичайні, невиразні люди, що потрапляють у незвичайні ситуації. Він багато висміював популярні теми наукової фантастики та іноді називається попередником Дугласа Адамса, автора «Автостопом по галактиці» (1979). Роберт Шеклі називав своїми натхненниками Олдоса Гакслі, Марка Твена, О. Генрі та Віктора Гюго, і зазначав, що форма його оповідань була сформована більше поезією, ніж прозовими романами. Сам Шеклі не раз заявляв, що волів би, щоб його порівнювали з Францом Кафкою.
У 1950-і Роберт Шеклі писав багато короткої прози, яку публікував у журналах, таких, як «Galaxy Science Fiction» і «Fantasy & Science Fiction». Першим оповіданням стало «Заключний іспит» (1951). Він був настільки плідним автором, що редактори наполягали, аби Шеклі публікувався під псевдонімами і відповідно до одного номера журналу поміщалося декілька його творів. Ці журнали значною мірою завдячують своєму успіху Шеклі, чиї оповідання задавали тон, який наслідували інші письменники. На початку письменницької кар'єри він крім того створював сценарії для епізодів науково-фантастичного телесеріалу «Капітан Відео» та сценарій для фільму «Пастка на людей».
Другий період його творчості почався з публікації роману «Корпорація „Безсмертя“» (1958—1959). У 1960-х роках Шеклі написав кілька романів, які поєднували «химерні» сюжети, метафізичні спекуляції та комічну сатиру. Типовий сюжет від Шеклі є епізодичною оповіддю, структурованою як своєрідна екскурсія в певне сатиричне науково-фантастичне середовище, де головний герой має доволі пасивну роль.
На 1970-1980-і роки припав спад творчості Шеклі, але саме в цей час він написав декілька своїх найсильніших романів.
Шеклі повернувся до написання оповідань у 1990-і. В цей час він видавав також романи-новелізації за мотивами відомих кінофільмів і телесеріалів: «Чужі», «Вавилон 5» і «Зоряний шлях».

## Родина
Був одружений п'ять разів з: Барбарою Скадрон, Зівою Квітні, Еббі Шульман, Джей Ротбелл, Гейл Даною. Мав доньок від другої та третьої дружин.

### Переклади українською
- Царська воля // Кришталеві небеса. Збірка, переклад Леоніда Василенка, 1969
- Планета за кошторисом (Budget Planet) // Колиска на орбіті. Збірка, переклад Петра Соколовського, 1983
- Координати чудес (Dimension of Miracles), переклад Анатолія Онишка, 1991
- Злочинна цивілізація (The Status Civilization), переклад Олександра Коваленка, 1991
- Жертва з космосу // Пригоди, подорожі, фантастика. Збірка, переклад Людмили Бутенко, 1991
- Безіменна гора // «Всесвіт», 1991/3, переклад Ігоря Гарника
- Безсмертя задарма // Всесвіт, 1995/8-9, переклад Владислава Носенка
- Ворогові — вдвічі більше // Всесвіт, 1996/4, переклад Івана Яндоли
- Заборонена зона, 83/6
- Найперша жертва // Всесвіт, 1992/5-6, переклад Людмили Бутенко
- Прохач у космосі // Всесвіт, 1998/7, переклад Петра Таращука
- Дипломатичний імунітет / Всесвіт, 1998/7, переклад Петра Таращука
- Запах думок // Всесвіт, 2001/7-8, переклад Вячеслава Вишневого
- Незамінна річ // Всесвіт, 2001/7-8, переклад Вячеслава Вишневого
- Сезон риболовлі // Всесвіт, 2001/7-8, переклад Вячеслава Вишневого
- Смак пудингу // Всесвіт, 2001/7-8, переклад Вячеслава Вишневого
- Остаточна зброя // Всесвіт, 2001/7-8, переклад Вячеслава Вишневого
- Остання збірка: Оповідання. — К.: Зелений пес. Гамазин, 2006
  - Сьома жертва (Seventh Victim) (1953)
  - Необхідна річ (The Necessary Thing) (1955)
  - Паломництво на Землю (Pilgrimage to Earth) (1956)
  - Битва (The Battle) (1954)
  - Сторожовий птах (Watchbird) (1953)
  - Заколот рятувального човна (The Lifeboat Mutiny) (1955)
  - Між морквою та цибулею (Cordle to Onion to Carrot) (1969)
  - Безглузді запитання (Ask a Foolish Question) (1953)
  - Особливий старательський (Prospector's Special) (1959)
  - Лаксіанський ключ (The Laxian Key) (1954)
  - Нечутна зброя (The Gun without a Bang) (1958)
  - Демони (The Demons) (1953)
  - Те саме, але вдвічі більше (The Same to You Doubled) (1970)
  - Запах думки (The Odor of Thought) (1953)
  - Тіло (The Body) (1956)
  - Привид V (Ghost V) (1954)
  - Мисливське завдання (Hunting Problem) (1955)
  - Захист (Protection) (1956)
  - Заповідна зона (Restricted Area) (1953)
  - Рейс молочного фургона (Milk Run) (1954)
  - Дещо задарма (Something for Nothing) (1954)
  - Нічні страхіття (Fear in the Night) (1952)
  - Абсолютна зброя (The Last Weapon) (1953)
  - Білчине колесо (Squirrel Cage) (1955)
  - Бухгалтер (The Accountant) (1954)
- Роберт Шеклі. Пастка на людей / пер. з анг. Ольга Бершадська. — К. : Book Chef, 2019. — 272 с. — ISBN 978-617-7559-91-6.
- Роберт Шеклі. Цивілізація статусу / пер. з анг. Ольга Бершадська. — К. : Book Chef, 2020. — 208 с. — ISBN 978-966-993-202-0.
  - Роберт Шеклі. Злочинна цивілізація / пер. з анг. Ол. Коваленко. — К. : Дніпро, 1991. — 3-116 с. — ISBN 5-308-01404-3.
- Роберт Шеклі. Чи відчуваєте ви щось, коли я роблю ось так? / пер. з анг. Ольга Бершадська. — К. : Book Chef, 2021. — 480 с. — ISBN 978-966-993-599-1.

## Екранізації творів
- 1965: «Десята жертва» (італ. La Decima Vittima) — за оповіданням «Сьома жертва» (англ. Seventh Victim).
- 1992: «Корпорація „Безсмертя“» (англ. Freejack) — за однойменним романом.
- 2023: «Роботи» (англ. Robots) — за оповіданням «Робот, схожий на мене» (англ. The Robot Who Looked Like Me).